# Belonium psammicola
Belonium psammicola är en svampart som först beskrevs av Emil Rostrup, och fick sitt nu gällande namn av John Axel Nannfeldt 1932. Enligt Catalogue of Life ingår Belonium psammicola i släktet Belonium, ordningen disksvampar, klassen Leotiomycetes, divisionen sporsäcksvampar och riket svampar, men enligt Dyntaxa är tillhörigheten istället släktet Cejpia, familjen Dermateaceae, ordningen disksvampar, klassen Leotiomycetes, divisionen sporsäcksvampar och riket svampar. Arten är reproducerande i Sverige. Inga underarter finns listade i Catalogue of Life.